# Petr Czudek
Petr Czudek, né le 30 octobre 1971, à Opava, en Tchécoslovaquie, est un joueur et entraîneur de basket-ball tchèque. Il évolue durant sa carrière au poste de meneur.

## Palmarès
- Coupe de République tchèque 1999, 2001, 2003